# Invasão do Vale de Aran

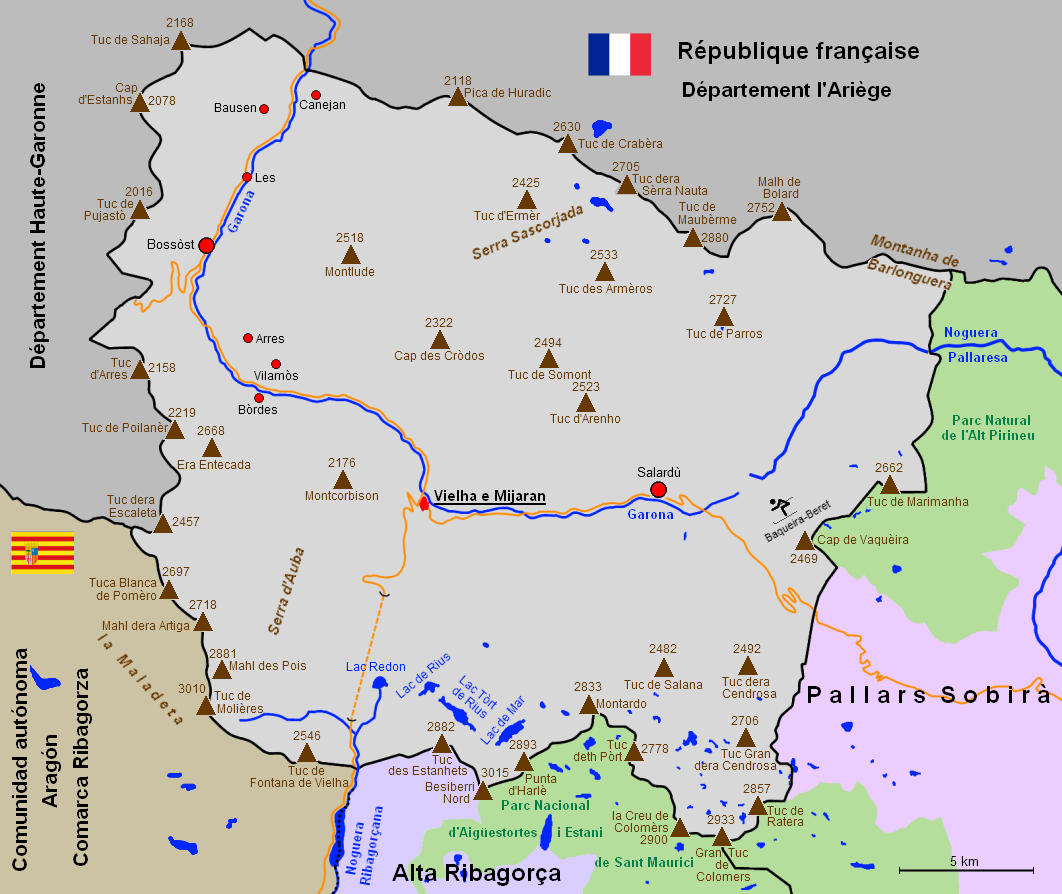
O Vale de Aran, palco principal da operação.

A invasão do Vale de Aran, de codinome Operação Reconquista da Espanha, foi uma tentativa da Unión Nacional Española (UNE), e do Partido Comunista de Espanha, de provocar uma revolta popular contra a ditadura de Francisco Franco, atacando com um grupo de guerrilheiros espanhóis o Valle de Arán. Para a invasão os guerrilheiros tinham cerca de 4.000 veteranos da Guerra Civil Espanhola e da Resistência Francesa.
O governo de Franco, antecipando uma invasão aliada da França, havia encomendado a Valiño Rafael García, Chefe do Estado Maior do Exército, a defesa da fronteira franco-espanhola, liderada pelo general José Moscardó e Juan Yagüe, com cerca de 50.000 homens.
A invasão fracassou devido à superioridade numérica e material das tropas franquistas. Os guerrilheiros tiveram 129 mortos e 588 feridos, muitos deles sendo capturados e condenados à morte. Os chefes de unidades militares de Franco tinham ordens de não considerar os prisioneiros como combatentes, mas como franco-atiradores. As forças franquistas sofreram 32 mortos.